# Mangifera caloneura
Mangifera caloneura är en sumakväxtart som beskrevs av Wilhelm Sulpiz Kurz. Mangifera caloneura ingår i släktet Mangifera och familjen sumakväxter. Inga underarter finns listade i Catalogue of Life.